# Église Notre-Dame-de-l'Assomption de Presles-en-Brie
L'église Notre-Dame-de-l'Assomption est une église catholique paroissiale située à Presles-en-Brie dans la Seine-et-Marne en France.

## Description
L'église s'élève dans le centre du bourg de Presles-en-Brie. Il s'agit d'un édifice à nef unique de trois travées et d'un bas-côté au sud. Elle possède un clocher massif en grès de 45 m de haut et de 11 m de côté, accolé à la nef et muni de contreforts, ainsi qu'un escalier monumental à l'angle sud-ouest et percé de meurtrières, également hors-œuvre. Le toit est en bâtière.

## Mobilier
L'église contient plusieurs éléments mobiliers portégés aux monuments historiques :
- Autel[2]
- Cloche[3]
- Deux crédences[4]
- Dalle funéraire de Quentin Le Charpentier, curé de Presles (mort en 1518[5])
- Fonts baptismaux[6]
- Deux porte-chapes[7]
- Tableaux :
  - L'Adoration des bergers[8]
  - Décollation de saint Jean-Baptiste[9]
  - Nativité[10]
  - Saint Joseph portant l'Enfant Jésus[11]

## Historique
Les parties les plus anciennes de l'église remonteraient au XIIIe siècle ; le clocher est ajouté au début du XVIe siècle par Quentin Le Charpentier, curé de la paroisse. Les vitraux datent de 1855. Ceux-ci sont restaurés en 2019.
L'église est inscrite le 30 janvier 2025 au label « Patrimoine d'intérêt régional ».